# Klubowy Puchar Europy kobiet w szachach (2010)
2010 – piętnasty sezon Klubowego Pucharu Europy kobiet w szachach. Rozgrywki odbyły się w Płowdiwie w dniach 17–23 października 2010 roku. Tytuł zdobył monakijski CE Monte-Carlo.

## Format rozgrywek
Turniej odbywał się systemem szwajcarskim na dystansie siedmiu rund. W przypadku identycznej liczby punktów decydowała łączna liczba punktów uzyskanych przez zawodniczki, a przy dalszej równości – system Buchholza.

## Uczestnicy
W nawiasie podano średni ranking Elo. Źródło: OlimpBase
- Mika Erywań (2460)
- Łokomotiw 2000 Płowdiw (2181)
- Samaia Tbilisi (2464)
- Ashdod Ilit City Club (2203)
- Herzliya Chess Club (2068)
- CE Monte-Carlo (2554)
- USV Volksbank Halle (2297)
- Oslo SS (1979)
- AWS Krasnoturjinsk (2511)
- Giprorecztrans Moskwa (2411)
- SPBSzF Petersburg (2474)
- BAS Belgrad (2390)
- KŠC Komárno (2002)
- CS R. Fischer Chieti (2190)

## Rozgrywki

### Runda 1
Źródło: OlimpBase
17 października 2010
| CE Monte-Carlo – USV Volksbank Halle 4:0       |
| Ashdod Ilit City Club – AWS Krasnoturjinsk 1:3 |
| SPBSzF Petersburg – CS R. Fischer Chieti 3:1   |
| Łokomotiw 2000 Płowdiw – Samaia Tbilisi 1½:2½  |
| Mika Erywań – Herzliya Chess Club 4:0          |
| KŠC Komárno – Giprorecztrans Moskwa ½:3½       |
| BAS Belgrad – Oslo SS 4:0                      |

### Runda 2
Źródło: OlimpBase
18 października 2010
| Samaia Tbilisi – CE Monte-Carlo 2½:1½             |
| AWS Krasnoturjinsk – BAS Belgrad 3:1              |
| Mika Erywań – SPBSzF Petersburg 3:1               |
| Giprorecztrans Moskwa – Oslo SS 3½:½              |
| USV Volksbank Halle – Ashdod Ilit City Club 2½:1½ |
| CS R. Fischer Chieti – KŠC Komárno 3:1            |
| Herzliya Chess Club – Łokomotiw 2000 Płowdiw 2:2  |

### Runda 3
Źródło: OlimpBase
19 października 2010
| AWS Krasnoturjinsk – Giprorecztrans Moskwa 2½:1½ |
| Samaia Tbilisi – Mika Erywań 2½:1½               |
| CE Monte-Carlo – CS R. Fischer Chieti 3½:½       |
| BAS Belgrad – USV Volksbank Halle 3:1            |
| SPBSzF Petersburg – Herzliya Chess Club 3½:½     |
| Łokomotiw 2000 Płowdiw – KŠC Komárno 2:2         |
| Oslo SS – Ashdod Ilit City Club 1½:2½            |

### Runda 4
Źródło: OlimpBase
20 października 2010
| Samaia Tbilisi – AWS Krasnoturjinsk 2:2             |
| SPBSzF Petersburg – CE Monte-Carlo 2:2              |
| Mika Erywań – BAS Belgrad 3:1                       |
| Giprorecztrans Moskwa – USV Volksbank Halle 1½:2½   |
| CS R. Fischer Chieti – Łokomotiw 2000 Płowdiw 1½:2½ |
| Ashdod Ilit City Club – Herzliya Chess Club 1½:2½   |
| KŠC Komárno – Oslo SS 1½:2½                         |

### Runda 5
Źródło: OlimpBase
21 października 2010
| AWS Krasnoturjinsk – Mika Erywań 2:2             |
| SPBSzF Petersburg – Samaia Tbilisi 3½:½          |
| CE Monte-Carlo – BAS Belgrad 3:1                 |
| USV Volksbank Halle – Łokomotiw 2000 Płowdiw 1:3 |
| Herzliya Chess Club – Giprorecztrans Moskwa 1:3  |
| Oslo SS – CS R. Fischer Chieti 1:3               |
| KŠC Komárno – Ashdod Ilit City Club 2:2          |

### Runda 6
Źródło: OlimpBase
22 października 2010
| AWS Krasnoturjinsk – SPBSzF Petersburg 1:3         |
| Mika Erywań – CE Monte-Carlo 1:3                   |
| Giprorecztrans Moskwa – Samaia Tbilisi 2½:1½       |
| Łokomotiw 2000 Płowdiw – Ashdod Ilit City Club 2:2 |
| CS R. Fischer Chieti – USV Volksbank Halle 1:3     |
| BAS Belgrad – KŠC Komárno 3½:½                     |
| Herzliya Chess Club – Oslo SS 3:1                  |

### Runda 7
Źródło: OlimpBase
23 października 2010
| CE Monte-Carlo – AWS Krasnoturjinsk 2:2            |
| Giprorecztrans Moskwa – SPBSzF Petersburg 2:2      |
| Łokomotiw 2000 Płowdiw – Mika Erywań ½:3½          |
| Samaia Tbilisi – BAS Belgrad 2½:1½                 |
| USV Volksbank Halle – Oslo SS 2½:1½                |
| KŠC Komárno – Herzliya Chess Club 1:3              |
| Ashdod Ilit City Club – CS R. Fischer Chieti 2½:1½ |

## Klasyfikacja
Źródło: OlimpBase
| Msc | Zespół                 | M | W | R | P | Pkt |
| --- | ---------------------- | - | - | - | - | --- |
| 1   | CE Monte-Carlo         | 7 | 4 | 2 | 1 | 10  |
| 2   | SPBSzF Petersburg      | 7 | 4 | 2 | 1 | 10  |
| 3   | Mika Erywań            | 7 | 4 | 1 | 2 | 9   |
| 4   | Giprorecztrans Moskwa  | 7 | 4 | 1 | 2 | 9   |
| 5   | AWS Krasnoturjinsk     | 7 | 3 | 3 | 1 | 9   |
| 6   | Samaia Tbilisi         | 7 | 4 | 1 | 2 | 9   |
| 7   | USV Volksbank Halle    | 6 | 2 | 2 | 2 | 8   |
| 8   | Łokomotiw 2000 Płowdiw | 7 | 4 | 0 | 3 | 8   |
| 9   | Herzliya Chess Club    | 7 | 3 | 1 | 3 | 7   |
| 10  | BAS Belgrad            | 7 | 3 | 0 | 4 | 6   |
| 11  | Ashdod Ilit City Club  | 7 | 2 | 2 | 3 | 6   |
| 12  | CS R. Fischer Chieti   | 7 | 2 | 0 | 5 | 4   |
| 13  | KŠC Komárno            | 7 | 0 | 2 | 5 | 2   |
| 14  | Oslo SS                | 7 | 1 | 0 | 6 | 2   |